# Prochironomus atrinervis
Prochironomus atrinervis är en tvåvingeart som först beskrevs av Jean-Jacques Kieffer 1922.  Prochironomus atrinervis ingår i släktet Prochironomus och familjen fjädermyggor.
Artens utbredningsområde är Taiwan. Inga underarter finns listade i Catalogue of Life.